# Bom Sucesso (Paraná)
Bom Sucesso é um município localizado no centro-norte do estado do Paraná, no Brasil. O Município é composto pelo distrito-sede, onde acha-se localizada a cidade, que é a sede municipal e que leva o mesmo nome do Município, pelo Distrito de Colúmbia e pela Vila Rural São Francisco de Assis.

## História
A cidade de Bom Sucesso tem suas origens com a empresa "Companhia de Terras Norte do Paraná" (CTNP), mais tarde denominada de Companhia Melhoramento Norte do Paraná (CMNP), que a partir da década de 1930 adquiriu terras no norte do Paraná para explorar a venda de terrenos divididos em lotes.
A denominação Bom Sucesso, originalmente Bonsucesso (AO 45), foi dada pelo Departamento de Topografia da Companhia de Terras Norte do Paraná, chefiada pelo engenheiro Wladimir Babkov, que se inspirou no sucesso das vendas dos lotes urbanos e rurais e da rápida colonização. Outra versão a respeito do nome da cidade corrobora o fato de ter surgido do êxito no resultado do loteamento e da colonização, mas sugere que o nome deriva da expressão "um sucesso" quando perguntado sobre o andamento da empreitada, mais tarde foi se adaptando até tornar-se Bom Sucesso. 
Com a publicidade realizada pela Companhia de Terras Norte do Paraná informando da fertilidade do solo de terra roxa e o clima da região, principalmente para o plantio do café, a empresa atraiu migrantes de todas as regiões do país. Desta forma, decorrida sua primeira fase da povoamento, vieram para a região centenas de famílias dos Estados de São Paulo e Minas Gerais, não tardando que a velha fórmula da criação de cidades também desse certo em Bom Sucesso.
Outra teoria a respeito do nome Bom Sucesso se dá por conta da origem portuguesa dos fundadores, levando a crer que o nome da futura cidade seria uma referencia a Nossa Senhora do Bom Sucesso, devoção mariana muito difundida em Portugal e em cidades paranaenses como Guaratuba e Bom Sucesso do Sul.
Neste contexto, o engenheiro civil Joaquim Vicente de Castro, de tradicional família paranaense, comprou em 1939, grande lote de terra localizado entre o Rio Ivaí e Jandaia do Sul, simultaneamente foram abertas e desbravadas várias propriedades agrícolas que iam sendo vendidas pela Companhia de Terras Norte do Paraná.
Após o boom demográfico e econômico, Joaquim Vicente de Castro idealizou ali a criação de um Patrimônio com a intenção de criar pontos de abastecimento de ferramentas, medicamentos e víveres para os sítios e fazendas que se formavam na região.
Com a deflagração da Segunda Guerra Mundial em 1939 foi adiada a fundação do Patrimônio, consequentemente, pela carência de recursos ocasionadas pelo conflito, o objetivo de Joaquim Vicente de Castro só deu sequência no final 1945, quando contratou o sertanista Júlio Alves Machado para que realizasse a urbanização de suas terras e criasse o Patrimônio em local pré-determinado na floresta virgem, com a abertura das ruas, assim como a venda de terrenos. O primeiro comerciante a investir na ideia, foi José Moreira Prado, em 1945.
Em menos de uma década, as terras em que Joaquim Vicente de Castro explorou comercialmente, foi elevado de Patrimônio a Distrito de Jandaia do Sul, através da Lei Estadual n.º 613, de 27 de janeiro de 1951, criando o Distrito Administrativo de Bom Sucesso. Em 26 de novembro de 1954, através da Lei Estadual n.º 253, sancionada pelo governador Bento Munhoz da Rocha Netto, foi criado o Município de Bom Sucesso, com território desmembrado de Jandaia do Sul e instalação em 15 de novembro de 1955.

## Geografia
Possui uma área é de 321,901 km² representando 0,1619% do estado, 0,0573% da região e 0,0038% de todo o território brasileiro. Localiza-se a uma latitude 23°42'36" sul e a uma longitude 51°45'50" oeste. Sua população, conforme estimativas do IBGE de 2023, era de 6.581 habitantes, segundo dados de 2022 do IBGE e o Instituto Paranaense de Desenvolvimento Econômico e Social, o Município tem a população estimada em 7.103 habitantes.

### Demografia
Dados do Censo - 2021
População Total: 7.103
- Urbana: 5.329
- Rural: 1.232
- Eleitor em 2022: 5.247
- Homens: 2.541
- Mulheres: 2.706

Índice de Desenvolvimento Humano (IDH-M): 0,686
- IDH-M Renda: 0,692
- IDH-M Longevidade: 0,820
- IDH-M Educação: 0,570

Observação a referencia de Mesorregião e Microrregião estão incorretas. Bom Sucesso fica no centro-norte e não no sudoeste.

### Divisão Administrativa
Nas décadas seguintes, os limites da área urbana foram se expandindo, com a criação de bairros, do Distrito de Colúmbia e de vários conjuntos habitacionais. 
- Vila Bom Fim;
- Distrito de Colúmbia; [5]
- Bairro Ijuí, localizado no Distrito de Colúmbia;
- Conjunto Habitacional Orlando Carlesse, localizado na Vila Bom Fim;
- Vila Duque de Caxias;
- Conjunto Habitacional Rachel Curvelo dos Santos, localizado no Distrito de Colúmbia; [15]
- Conjunto Habitacional Olavo Mendonça (Mutirão I e Mutirão II);
- Conjunto Habitacional Tancredo Neves;
- Conjunto Habitacional Henrique Brugnolo; [16]
- Conjunto Habitacional Juscelino Kubitschek de Oliveira; [17]
- Vila Rural São Francisco de Assis; [6]
- Conjunto Habitacional Maria Mariana de Faria; [18]
- Conjunto Habitacional Geraldo Francisco Martins; [19]
- Conjunto Habitacional Sebastiana Dias Diniz Vanzella; [20]
- Conjunto Habitacional Residencial São José. [21]

### Hidrografia
O Município localiza-se na bacia hidrográfica do rio Ivaí e, apresenta as sub-bacias dos rios: Keller, Cambará, Cimeré, Baiacu, Pombal, Barbacena, Ijuhy e 58 córregos, como Cipó, Jabutipé, Ena, Abacá, Tercio, Diamante, Corabé, cuja nascente localiza-se no Distrito de Colúmbia, entre outros, sendo que apenas um afluente do ribeirão Pombal tem sua nascente próxima à sede do Município.

## Filho Ilustre
- Eduardo Vieira dos Santos, prelado bom-sucessense da Igreja Católica, bispo da Diocese de Ourinhos.

## Poderes Políticos

### Poder Executivo
A atual prefeita de Bom Sucesso é Rosana Ferreira Lopes, vulgo Rosana do Ná, filiado ao partido Republicanos, tendo como seu vice-prefeito Anderson Carlos Teixeira, vulgo Pepa, filiado ao Partido Liberal.

### Poder Legislativo
A Câmara de Vereadores de Bom Sucesso tem 09 vereadores, tendo como o atual presidente da câmara Claudionor Benedetti, filiado ao partido Progressistas.